# Carl Widmer
Carl Widmer (* 1900; † nach 1923) war ein Schweizer Turner.

## Karriere
Carl Widmer nahm an den Olympischen Spielen 1924 in Paris teil. Er startete an allen Geräten und erzielte im Pauschenpferdwettkampf mit Rang vier sein bestes Einzelresultat. Mit dem Schweizer Team gewann er im Mannschaftsmehrkampf die Bronzemedaille.